# Cónclave de 1689
El cónclave papal de 1689 fue convocado después de la muerte del papa Inocencio XI. Condujo a la elección de Pietro Vito Ottoboni como el Papa Alejandro VIII. El cónclave vio a las facciones anteriores unirse porque carecían de fuerza numérica, y vio el surgimiento de los zelanti como una fuerza política en la elección del próximo papa. Ottoboni finalmente fue elegido por unanimidad con el consentimiento de los monarcas seculares, convirtiéndose en el primer veneciano en más de 200 años en ser elegido Papa.

## Antecedentes
La cuestión política central sobre el papado durante el pontificado de Inocencio XI fue la tensión diplomática entre el papado y la monarquía francesa sobre el droit de régale, el derecho reclamado de los monarcas franceses a recibir los ingresos de las diócesis durante el interregno entre la muerte de un obispo y la instalación de uno nuevo. En respuesta a una bula de Inocencio que condenaba la práctica, los franceses celebraron un sínodo nacional en 1682, que confirmó este derecho del rey. Inocencio, a cambio, se negó a confirmar a los obispos franceses, lo que provocó que hubiera treinta y cinco vacantes en 1688. Luis XIV respondió en especie, tomando el territorio papal de Aviñón.
En asuntos eclesiásticos, Inocencio tardó en crear cardenales, esperando hasta 1681, cinco años después de su elección, sus primeras creaciones. En ese momento, creó dieciséis cardenales, todos los cuales eran italianos. Esto causó enojo entre los monarcas católicos, porque había pocos no italianos restantes en el colegio en ese momento. En su próxima creación de cardenales en 1686, creó veintisiete, incluido uno francés y otros once no italianos. En total durante el pontificado de Inocencio, creó un total de cuarenta y tres cardenales, mientras que cincuenta y dos habían muerto.

## Cónclave
Inocencio XI murió el 12 de agosto de 1689. Al momento de su muerte, había ocho vacantes en el Colegio Cardenalicio. El cónclave para elegir a sus sucesor inició el 23 de agosto de 1689, pero debido a la llegada tardía de los cardenales franceses, no hubo una votación significativa hasta un mes después. Los cardenales franceses llegaron a Roma el 23 de septiembre de 1689, y entraron al cónclave cuatro días después. La bula de 1621 de Gregorio XV Aeterni Patris Filius estableció el umbral para la elección por escrutinio en dos tercios de los electores participantes.
Cincuenta y tres cardenales participaron en el cónclave de 1689, y siete de ellos no eran italianos. De los cardenales italianos, diecisiete eran de los Estados Pontificios. Las creaciones de Inocencio XI generalmente no estaban alineadas con ninguno de los gobernantes seculares en ese momento, y esto se reflejó en las elecciones con la facción francesa que solo tenía cinco miembros, mientras que los cardenales se alinearon con los Habsburgo, que gobernaban España y el Sacro Imperio Romano, sólo eran siete. El Squadrone Volante, que había estado presente en los cónclaves recientes, no fue un factor en el cónclave de 1689, debido a las muertes recientes de Christina, Reina de Suecia y Decio Azzolino. En cambio, el colegio vio el surgimiento de una influyente facción zelanti con nueve miembros que buscaban «elegir [...] al mejor papa, independientemente de los lazos políticos».
Francesco María de Medici se hizo cargo del contingente español mientras que Rinaldo d'Este dirigió las facciones francesas. Flavio Chigi y Paluzzo Paluzzi Altieri degli Albertoni, que anteriormente habían liderado facciones combinaron sus fuerzas debido a su menor número, y se unieron a Benedetto Pamphili y Medici. Charles d'Albert d'Ailly, que era el duque de Chaulnes, sirvió con d'Este y el marqués de Tore como asesores de Luis XIV con respecto al cónclave. A Medici se le unió Luis Francisco de la Cerda como embajador español ante la Santa Sede. El Sacro Emperador Romano, Leopoldo I, envió a Anton Florian, Príncipe de Liechtenstein al cónclave como su representante, sin contentarse con ser representado por Medici. Liechtenstein fue recibido en audiencia en las puertas del cónclave el 27 de septiembre y d'Ailly el 2 de octubre.
Raimondo Capizucchi y Gregorio Barbarigo fueron considerados al principio del cónclave, pero ninguno fue elegido. Hubo rumores el 20 de septiembre de que Barbarigo había sido elegido, pero más tarde se informó que había pedido a los cardenales que no votaran por él.

## Elección de Alejandro VIII
Pietro Vito Ottoboni había sido visto como el candidato más calificado desde la apertura del cónclave, pero los que lo apoyaban se movían con cautela porque se anticipaba que tendría enemigos como veneciano. Recibió apoyo de los zelanti, así como de los Chigi, quienes finalmente convencieron a los Medici y Altieri para que también apoyaran a Ottoboni. No era el candidato favorito de Leopoldo I, y Luis XIV se opuso inicialmente a su elección, pero ambos finalmente consintieron. Sus partidarios también prometieron que confirmaría a los obispos franceses que Inocencio XI se había negado a confirmar, y este fue el paso final para asegurar su elección. Ottoboni tenía 79 años cuando se abrió el cónclave, y esto también fue visto como un factor positivo en su elección.
El 6 de octubre de 1689, Ottoboni resultó elegido papa bajo el nombre de Alejandro VIII por unanimidad por cuarenta y nueve cardenales electores. Fue el primer papa veneciano en más de dos siglos. Ottoboni decidió tomar el nombre de Alejandro en honor del tío de Flavio Chigi, Alejandro VII, ya que Chigi había ayudado en su elección, y también respetó al Papa Alejandro III, que era popular entre los venecianos. Originalmente había considerado tomar el nombre de Urbano, en honor de Urbano VIII, que había ayudado a comenzar su carrera, antes de establecerse en Alejandro.